# Alicia (zoologia)
Alicia Johnson, 1861 è un genere di attinie della famiglia Aliciidae.

## Tassonomia
Il genere comprende le seguenti specie:
- Alicia beebei Carlgren, 1940
- Alicia mirabilis Johnson, 1861
- Alicia pretiosa (Dana, 1846)
- Alicia rhadina Haddon & Shackleton, 1893
- Alicia sansibarensis Carlgren, 1900
- Alicia uruguayensis Carlgren, 1927